# 權力鬥爭
權力鬥爭（英語：Power struggle）或稱政治鬥爭（日語：政治争い），是指兩個或以上的個人或黨派為爭奪對方的主導地位而相互爭鬥的行為。這個術語最常用於政治領域，指各方爭奪政治權力或領導地位的行為，但也可以適用於任何組織、企業或團體。

## 著名事件

### 中國
- 牛李黨爭
- 新舊黨爭
- 東林黨爭
- 丁未黨爭
- 府院之爭
- 二月政爭
- 九月政爭